# Rubus elongatus
Rubus elongatus är en rosväxtart som beskrevs av James Edward Smith. Rubus elongatus ingår i släktet rubusar, och familjen rosväxter. Inga underarter finns listade i Catalogue of Life.